# 卫氏节孝坊
卫氏节孝坊，位于山西省临汾市侯马市上马街道张少村一个废弃工厂内，建于清道光甲午（1834年）三月，五间六柱七楼式，三重歇山顶，周身浮雕游龙、人物、花卉。刻有“赠中宪大夫监生卫复隆之妻恭人卫氏节孝坊”、“旌表”字样。东侧匾为“守一醮”、“媲三贞”，楹联为“淑德芳规垂裕远，清珉丹笔纪恩长”；西侧匾为“坚金石”、“凛冰霜”，楹联为“彤管已闻书懿行，旌门从此表清心”。1996年12月，卫氏节孝坊公布为侯马市文物保护单位。